# 古顺酒
古顺酒是河北邢台出产的一种白酒，
源于明代当地创立的“清益诚”和“怡鑫”两烧锅。1945年当地易手后，中共晋冀鲁豫边区当于4月局将“清益诚”、“怡鑫”、“王记志成”、“惠通烧锅”等其他当地所有私人烧锅共计约三十余家合并，成立酒厂，后于1949年国有化为“国营邢台市制酒总厂”，后数度扩建、改制、易名。曾派员参与红星二锅头和西凤酒厂初建期的技术援建。1970年代之前酒厂只产散装酒；三年困难时期时被迫以红薯干、橡子、椰枣等替代品酿酒，直至1970年代初才又开始酿制高粱酒。1972年于向邯郸酒厂学艺后，开始生产浓香型白酒；1980年代开始生产酱香型白酒。2009年改制成民企，产品也随后入选省级非物质文化遗产。古顺酒乃以高粱、小麦、玉米、大米、糯米、黍作主料，以生小麦、蒸小麦、炒小麦添加桑叶、荷叶等多种中药制高温大曲为糖化剂，入窖后经续糟配料、混蒸混烧、堆积培菌等工序，依不同产品进行俩月至一年固态发酵后，起窖出池、分层蒸馏、量质分级摘酒、入陶坛贮藏五年才可开坛上市的传统工艺酿制而成。现产品包括古顺和邢酒两个系列，涵盖兼香型 、浓香型和酱香型。